# Barly, Somme
Barly là một xã ở tỉnh Somme trong vùng Hauts-de-France.

## Địa lý
Thị trấn này tọa lạc halfway between Abbeville và Arras tại giao lộ của các đường D59 và đường D198, ranh giới tỉnh Somme và Pas-de-Calais.

## Dân số
| 1962                                                           | 1968 | 1975 | 1982 | 1990 | 1999 |
| -------------------------------------------------------------- | ---- | ---- | ---- | ---- | ---- |
| 243                                                            | 244  | 219  | 193  | 189  | 172  |
| Số liệu điều tra dân số từ năm 1962, dân số không tính hai lần |      |      |      |      |      |